# Sim-norspermidina sintasi
La sim-norspermidina sintasi è un enzima numero EC 2.5.1.23 appartenente alla classe delle transferasi, che catalizza la seguente reazione:
S-adenosil-metioninammina + 1,3-diamminopropano {\displaystyle \rightleftharpoons } 5'-metiltioadenosina + Norspermidina